# Prígorodni (Saràtov)
|  | Per a altres significats, vegeu «Prígorodni». |

Prígorodni (en rus: Пригородный) és un poble (un possiólok) de l'óblast de Saràtov, a Rússia, segons el cens del 2010 tenia 1.086 habitants. Pertany al districte municipal de Petrovsk.